# Katie Taylor
Pour les articles homonymes, voir Taylor.
Katie Taylor, née le 2 juillet 1986 à Bray dans le comté de Wicklow en Irlande, est une boxeuse irlandaise qui a également joué au football au niveau international.
Pionnière de la boxe féminine, elle devient la première championne olympique des poids légers à Londres en 2012. Cinq fois championne du monde, six fois championne d'Europe, elle passe professionnelle après un échec lors des Jeux olympiques de Rio. 
La sportive irlandaise, vedette dans son pays, fait les premières parties des plus grandes soirées de boxe britannique jusqu'à unifier toutes les ceintures de championne du monde de sa catégorie après une victoire contre Delfine Persoon au Madison Square Garden : WBA, IBF, WBO et WBC. Également championne WBO des poids super-légers, son combat contre Amanda Serrano organisé en combat principal d'une soirée au Madison Square Garden en 2022 est considéré comme un combat historique pour la boxe. L'année suivante, elle est battue pour la première fois dans les rangs professionnels par Chantelle Cameron lors d'un grand combat organisé à Dublin.

## Biographie

### Jeunesse
Benjamine d'une famille de quatre enfants, Katie Taylor naît le 2 juillet 1986 à Bray,. Son père Pete Taylor est un ancien champion d'Irlande amateur des poids lourds-légers (en 1986) qui a créé le premier club de boxe anglaise de Bray au début des années 1990 et y entraîne ses deux fils Lee et Peter. Un soir, contraint par l'absence de la baby-sitter, Pete emmène sa fille à l'entraînement et Katie n'hésite pas à s'essayer à la passion familiale. La jeune fille de 11 ans aime immédiatement le bruit, l'odeur, les gens de la salle et y accompagner ses frères. Seule fille à s'entraîner, Katie combat régulièrement avec des partenaires d'entraînements masculins.

### Carrière de boxeuse

#### Parcours amateur

##### Pionnière irlandaise (2001-2006)
À la fin des années 1990, comme dans de nombreux pays, la boxe anglaise est interdite aux femmes en Irlande. Si elles sont autorisées à s'entraîner, la Fédération irlandaise de boxe les interdit de combats régulés, officiels, qu'ils soient amateurs ou professionnels. Pour contourner cette interdiction, son père l'enregistre lors des tournois qu'il organise chaque samedi sous le nom de K. Taylor,. Sa mère, première juge féminine de boxe anglaise irlandaise, milite auprès de la fédération pour autoriser les combats féminins.
Le 31 octobre 2001, Katie Taylor participe au premier combat féminin de boxe officiel en Irlande au National Stadium de Dublin, combat en trois rounds qu’elle remporte face à la Nord-Irlandaise Alana Audley. Ce combat en fait une pionnière nationale du sport et elle passe, alors qu'elle n’a que 15 ans, à la télévision dans le programme Sport Stream.
En 2004, la Fédération irlandaise de boxe attribue une bourse à la famille Taylor pour aider la boxeuse amateur. Son père Pete quitte son métier d'électricien pour l’entraîner à temps plein. En février 2005, Katie Taylor participe aux premiers championnats nationaux féminins de boxe anglaise. Elle a remporté le titre européen lors des championnats de boxe de 2005 à Tønsberg en Norvège battant la Finlandaise Eva Wahlström en finale de la catégorie des moins de 60 kg.
L'année suivante, elle parvient en quart de finale des championnats du monde de boxe disputés à Podolsk en Russie.

##### Multiple championne du monde amateur (2006-2009)
En 2006, elle gagne son deuxième titre consécutif lors des championnats d’Europe de boxe amateur disputés à Varsovie en Pologne. Elle met fin au règne de la Russe Tatiana Chalaya championne du monde en titre. Elle se voit aussi décerner le titre de meilleure boxeuse de la compétition. Aux championnats du monde 2006 disputés à New Delhi, elle devient la première championne du monde irlandaise battant encore une fois Chalaya en demi-finale et l'Argentine Annabella Farias en finale sur le score de 31 touches à 14.
En 2007, elle gagne son troisième titre européen consécutif au Danemark.
En 2008, elle se lance dans la conquête d’un deuxième titre mondial consécutif. Les championnats du monde ont lieu à Ningbo en Chine. Taylor l’emporte en battant en finale la chinoise Cheng Dong.
Après avoir manqué les Jeux olympiques de Pékin, les boxeuses féminines s'organisent pour être présentes à Londres et Katie Taylor participe à des combats d'exhibition à Saint-Pétersbourg en Russie et à Chicago aux États-Unis pour convaincre les membres du CIO. L'année suivante, elles obtiennent gain de cause avec l'annonce de trois tournois olympiques féminins aux Jeux olympiques de 2012 dont la catégorie des poids légers que l'Irlandaise de 22 ans domine depuis plusieurs années. En 2011, le président de l'Association internationale de boxe amateur Wu Ching-Kuo déclare que sans Taylor, la boxe ne serait pas aux Jeux olympiques de Londres l'année suivante.

##### Tête d'affiche de la boxe féminine (2010-2012)
Après avoir remporté son troisième titre mondial consécutif en 2010 à Bridgetown en battant de nouveau Cheng Dong en finale, Katie Taylor confirme son rôle de tête d'affiche de la boxe olympique féminine. Une cérémonie officielle est organisée en son honneur par le comté de Wicklow. La championne irlandaise est invitée à la Maison-Blanche pour les célébrations de la fête de la Saint-Patrick. Preuve supplémentaire de sa notoriété, la boxeuse de Bray est ambassadrice d'une grande campagne publicitaire de la marque Lucozade (en).
En juin 2011, lors de la visite officielle de Barack et Michelle Obama en Irlande, Katie Taylor rencontre à nouveau le couple présidentiel américain.
Katie décroche à Qinhuangdao son 4e titre mondial le 19 mai 2012, cette fois aux dépens de la Russe Sofia Ochigava 11 points à 7.
En remportant le championnat du monde, l'Irlandaise se qualifie pour les Jeux olympiques de 2012 organisés à Londres en Angleterre. Désignée porte-drapeau de la délégation irlandaise lors de la cérémonie d'ouverture, elle remporte le 9 août 2012 la médaille d'or,. De retour dans sa ville natale à Bray, plus de vingt mille personnes se réunissent pour célébrer son titre olympique.

##### Deuxième olympiade (2013-2016)
Participante des premiers Jeux européens dans le tournoi des poids coqs, Katie Taylor remporte la médaille d'or en dominant Estelle Mossely en finale,.
En demi-finale des championnats du monde 2016, l’Irlandaise est battue par la boxeuse française Estelle Mossely.
Championne olympique en titre, Katie Taylor se présente aux Jeux olympiques de Rio à l'été 2016 comme la grande favorite de la catégorie des poids légers. Exemptée de premier tour, l’Irlandaise entre dans la compétition en quart de finale, à un combat de la médaille, mais s'incline d'entrée face à la Finlandaise Mira Potkonen sur une décision partagée,.

#### Carrière professionnelle

##### Débuts professionnels (2016-2017)
Le 26 novembre 2016, trois mois après l'immense déception des Jeux olympiques de Rio, Katie Taylor lance sa carrière professionnelle au stade de Wembley de Londres à trente ans. La plus grand changement est sa séparation avec son père Pete, qui n’est plus son entraîneur. La boxeuse irlandaise a choisi de partir habiter aux États-Unis dans une petite ville au milieu du Connecticut pour être dirigée par Ross Enamait.
Forte d'une grande réputation et d'un incroyable palmarès amateur, l'Irlandaise met son adversaire, la Polonaise Karina Kopińska, sur le recul dès le début du combat pour remporter sa première dans les rangs professionnels par KO dans la troisième reprise,. Le mois suivant, dans la soirée du combat principal entre Anthony Joshua et Eric Molina, la championne olympique de Londres enchaîne contre Viviane Obenauf à Manchester et remporte aux points une décision unanime (63 à 53 points),.
L'année 2017 de Katie Taylor commence en mars à l'O2 Arena dans une convaincante performance contre la boxeuse vétéran italienne Monica Gentili, 39 ans, après le forfait de dernière minute de la Bulgare Milena Koleva. Après avoir arrêté Gentili dans la cinquième reprise, l'Irlandaise domine Koleva aux points trois semaines plus tard après huit rounds gagnés,,.

##### Unification des ceintures des poids légers (2018-2019)
S'ensuit une série de victoires jusqu'à remporter sa première ceinture, celle du titre WBA, le 28 octobre 2017 face à l'argentine Anahi Sanchez. 
Le 28 avril 2018, Katie Taylor ajoute la ceinture IBF à son palmarès après avoir remporté son affrontement contre l'Argentine Victoria Bustos au terme d'un combat de dix rounds (99-91, 99-91, 98-92). En juin, son père est victime d'une fusillade dans sa salle de boxe de Bray et est blessé. Le mois suivant, la boxeuse conserve ses deux ceintures contre l'Américaine Kimberly Connor dans une démonstration technique qui force l’arbitre à arrêter le combat dans le troisième round. En octobre, Taylor poursuit ses défenses contre Cindy Serrano dans une soirée à guichets fermés à Boston et s'impose à la décision des juges. Katie Taylor conclut l'année 2018 en combattant pour la première fois au Madison Square Garden contre la Suédoise Eva Wahlström.
Le 15 mars 2019, Taylor remporte le titre WBO face à la brésilienne Rose Volante et enfin le titre WBC le 1er juin 2019 face à la belge Delfine Persoon réunissant ainsi en 14 combats tous les titres majeurs de sa catégorie, et tout cela en devenant la première boxeuse à se voir décerner le titre Ring magazine de championne du monde des poids légers.
Elle devient championne du monde WBO des poids super-légers en battant Christina Linartadou le 2 novembre 2019 à la Manchester Arena de Manchester.

##### Défenses historiques (2020-2022)
En août 2020, Katie Taylor affronte la boxeuse belge Delfine Persoon pour la revanche d'un premier combat à la décision controversée. Organisé à huis clos dans le parc de la propriété d'Eddie Hearn, le combat voit l’Irlandaise l'emporter aux points (98-93, 96-94, 96-94) grâce à une technique supérieure qui lui permet d'éviter l’épreuve de force et de conserver sa distance.
En mai 2021, Katie Taylor défend son titre unifié des poids légers face à l’Anglaise Natasha Jonas dans un combat organisé à Manchester. En décembre, l'Irlandaise défend à nouveau avec succès ses ceintures de championne du monde contre Firuza Sharipova (en) à Liverpool sans pouvoir démontrer une nette domination,. L'Irlandaise remporte son vingtième combat professionnel et son quinzième championnat du monde.
Le 30 avril 2022, Katie Taylor est à l'affiche du combat principal d'une grande soirée de boxe anglaise organisée au Madison Square Garden face à l'Américaine Amanda Serrano. Historique, un combat féminin est pour la première fois en tête d'affiche de la réputée arène omnisports new-yorkaise, l'opposition entre l'Américaine et l'Européenne est attendue comme le premier super-combat de la boxe féminine entre deux championnes de leur sport. Devant une salle pleine avec 19 187 spectateurs, l’Irlandaise remporte la décision des juges avec deux cartes en sa faveur 97 points à 93 et 96 à 93 pour une en sa défaveur 94 à 96,.

### Carrière de footballeuse
Katie Taylor est aussi une joueuse de football émérite. Jeune, elle est désignée meilleur joueur du lycée de Wicklow. Elle est internationale irlandaise et compte 40 sélections dans les différentes catégories d’âge (moins de 17 ans, moins de 19 ans et senior) dont onze en senior,.
Elle a joué dans deux clubs dublinois, Lourdes Celtic et Saint James's Gate FC.
Taylor a fait sa première apparition en équipe nationale irlandaise en 2006 contre la Suisse lors des matchs qualificatifs à la coupe du monde.
En 2009, elle dit avoir choisi son sport de référence. C’est vers la boxe que va sa préférence.

## Palmarès

### Amateur
- Jeux olympiques :
  -  Championne olympique des poids légers aux Jeux olympiques d'été de 2012 à Londres,  Royaume-Uni.

- Championnats du monde :
  -  Championne du monde des poids légers en 2006 à New Delhi,  Inde.
  -  Championne du monde des poids légers en 2008 à Ningbo,  Chine.
  -  Championne du monde des poids légers en 2010 à Bridgetown,  Barbade.
  -  Championne du monde des poids légers en 2012 à Qinhuangdao,  Chine.
  -  Championne du monde des poids légers en 2014 à Jeju,  Corée du Sud.
  -  Médaillée de bronze des poids légers en 2016 à Astana,  Kazakhstan.

- Championnats d'Europe :
  -  Championne d'Europe des poids légers en 2005 à Tønsberg,  Norvège.
  -  Championne d'Europe des poids légers en 2006 à Varsovie,  Pologne.
  -  Championne d'Europe des poids légers en 2007 à Vejle,  Danemark.
  -  Championne d'Europe des poids légers en 2009 à Mykolaïv,  Ukraine.
  -  Championne d'Europe des poids légers en 2011 à Rotterdam,  Pays-Bas.
  -  Championne d'Europe des poids légers en 2014 à Bucarest,  Roumanie.

- Jeux européens :
  -  Médaillée d'or des poids légers  aux Jeux européens en 2015 à Bakou,  Azerbaïdjan.

### Professionnel
| 23 combats      | 22 victoires | 1 défaites |
| Avant la limite | 6            | 0          |
| Sur décision    | 16           | 1          |

| Décision possible : KO • TKO (KO technique) • UD (décision aux points unanime) • MD (décision aux points majoritaire) • SD (décision aux points partagée) • D (match nul) • NC (sans décision) • RTD (abandon) |        |                           |      |        |                  |                                    |                                                                                              |
| Résultat | Record | Adversaire                | Type | Round  | Date             | Lieu                               | Notes                                                                                        |
| Victoire | 23-1   | Chantelle Cameron         | SD   | 10     | 25 novembre 2023 | 3Arena, Dublin                     | Pour les titres WBA, WBC, IBF, WBO The Ring des poids super-légers.                          |
| Défaite | 22-1   | Chantelle Cameron         | SD   | 10     | 20 mai 2023      | 3Arena, Dublin                     | Pour les titres WBA, WBC, IBF, WBO The Ring des poids super-légers.                          |
| Victoire | 22-0   | Karen Carabajal           | UD   | 10     | 29 octobre 2022  | The SSE Arena, Londres             | Conserve les titres WBA, WBC, IBF, WBO The Ring des poids légers.                            |
| Victoire | 21-0   | Amanda Serrano            | SD   | 10     | 30 avril 2022    | Madison Square Garden, New York    | Conserve les titres WBA, WBC, IBF, WBO The Ring des poids légers.                            |
| Victoire | 20-0   | Firuza Sharipova (en)     | UD   | 10     | 11 décembre 2021 | Liverpool Arena, Liverpool         | Conserve les titres WBA, WBC, IBF, WBO The Ring des poids légers.                            |
| Victoire | 19-0   | Jennifer Han (en)         | UD   | 10     | 4 septembre 2021 | Headingley Carnegie Stadium, Leeds | Conserve les titres WBA, WBC, IBF, WBO The Ring des poids légers.                            |
| Victoire | 18-0   | Natasha Jonas             | UD   | 10     | 1er mai 2021     | Manchester Arena, Manchester       | Conserve les titres WBA, WBC, IBF, WBO The Ring des poids légers.                            |
| Victoire | 17-0   | Miriam Gutiérrez (en)     | UD   | 10     | 14 novembre 2020 | Wembley Arena, Londres             | Conserve les titres WBA, WBC, IBF, WBO The Ring des poids légers.                            |
| Victoire | 16-0   | Delfine Persoon           | UD   | 10     | 22 août 2020     | Brentwood                          | Conserve les titres WBA, WBC, IBF, WBO The Ring des poids légers.                            |
| Victoire | 15-0   | Christina Linardatou (en) | UD   | 10     | 2 novembre 2019  | Manchester Arena, Manchester       | Remporte le titre WBO des poids super-légers.                                                |
| Victoire | 14-0   | Delfine Persoon           | MD   | 10     | 1er juin 2018    | Madison Square Garden, New York    | Conserve les titres WBA, IBF et WBO et remporte les titres WBC et The Ring des poids légers. |
| Victoire | 13-0   | Rose Volante              | TKO  | 9 (10) | 15 mars 2019     | Liacouras Center, Philadelphie     | Conserve les titres WBA et IBF et remporte le titre WBO des poids légers.                    |
| Victoire | 12-0   | Eva Wahlström             | UD   | 10     | 15 décembre 2018 | Madison Square Garden, New York    | Conserve les titres WBA et IBF des poids légers.                                             |
| Victoire | 11-0   | Cindy Serrano             | UD   | 10     | 20 octobre 2018  | TD Garden, Boston                  | Conserve les titres WBA et IBF des poids légers.                                             |
| Victoire | 10-0   | Kimberly Connor (en)      | TKO  | 3 (10) | 28 juillet 2018  | O2 Arena, Londres                  | Conserve les titres WBA et IBF des poids légers.                                             |
| Victoire | 9-0    | Victoria Bustos (en)      | UD   | 10     | 28 avril 2018    | Barclays Center, New York          | Conserve le titre WBA et remporte le titre IBF des poids légers.                             |
| Victoire | 8-0    | Jessica McCaskill         | UD   | 10     | 13 décembre 2017 | York Hall, Londres                 | Conserve le titre WBA des poids légers.                                                      |
| Victoire | 7-0    | Anahí Ester Sánchez (en)  | UD   | 10     | 28 octobre 2017  | Millennium Stadium, Cardiff        | Remporte le titre WBA des poids légers.                                                      |
| Victoire | 6-0    | Jasmine Clarkson          | RTD  | 3 (8)  | 29 juillet 2017  | Barclays Center, New York          |                                                                                              |
| Victoire | 5-0    | Nina Meinke (en)          | TKO  | 7 (10) | 29 avril 2017    | Stade de Wembley, Londres          | Remporte le titre WBA Inter-Continental des poids légers.                                    |
| Victoire | 4-0    | Milena Koleva             | PTS  | 8      | 25 mars 2017     | Manchester Arena, Manchester       |                                                                                              |
| Victoire | 3-0    | Monica Gentili            | TKO  | 5 (6)  | 4 mars 2017      | O2 Arena, Londres                  |                                                                                              |
| Victoire | 2-0    | Viviane Obenauf           | PTS  | 6      | 10 décembre 2016 | Manchester Arena, Manchester       |                                                                                              |
| Victoire | 1-0    | Karina Kopińska           | TKO  | 3 (6)  | 26 novembre 2016 | Wembley Arena, Londres             |                                                                                              |

## Personnalité et style
Timide et humble, Katie Taylor donne une place importante à la religion dans sa vie. Sa mère Brigid est une fervente croyante évangélique du mouvement de la nouvelle naissance. Avec ses parents comme guides spirituels, la boxeuse irlandaise déclare en 2011 : « La Bible est mon manuel de psychologie du sport. Dieu est mon psychologue. Et mon père est probablement le meilleur psychologue sportif du monde »,. Membre de la congrégation de l'église St. Mark's de Dublin, elle assiste hebdomadairement à la messe lorsqu'elle vit dans la capitale irlandaise. Avant et après chaque combat, elle récite des parties du psaume 18, aussi connu comme le « psaume de Katie » dans sa communauté,.
En 2020, elle déclare que les confinements liés à la pandémie de Covid-19 sont l'occasion de passer plus de temps avec Dieu et de pratiquer sa foi.